# Abdul Vas

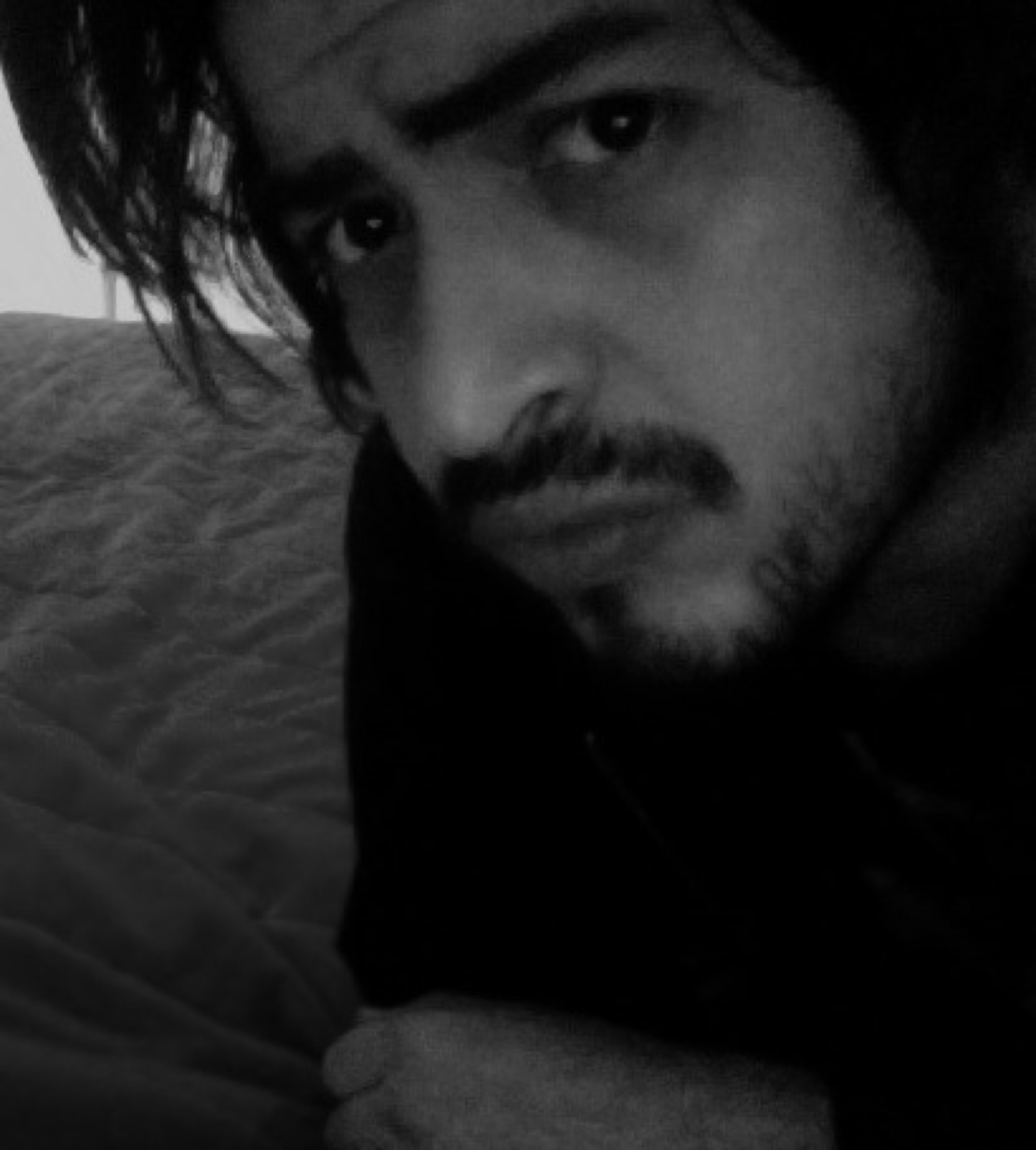
Abdul Vas (2012)

Abdul Vas (* 15. März 1981 in Maracay, Venezuela) ist ein zeitgenössischer Maler und Zeichner. Nach dem Studium in Venezuela und Amsterdam lebt und arbeitet der Künstler in Madrid und Amsterdam.

## Werk
Abdul Vas Arbeit beinhaltet den mitunter aggressiven Versuch, die Obsessionen seiner Heimat Venezuela mit den Symbolen des amerikanischen Traums und dessen Mythen zu thematisieren. Zentraler Bildbestandteil ist oft ein oder mehrere Hähne, die sozusagen das männliche Element der amerikanischen Cowboy-Kultur darstellen. In seinen Bildern werden oft Waffen, spritschluckende SUVs, Baseball und Schönheitswettbewerbe thematisiert. Es tauchen auch oft Referenzen an die Rockgruppe AC/DC, das amerikanische Baseballteam Cincinnati Reds. Großen Einfluss auf die Kunst von Abdul Vas haben Marc Chagall und James Ensor.

## Ausstellungen

### Einzelausstellungen (Auszug)
- 2008 Playoff, 4space, Zaragoza, Spanien
- 2007 Missing Since 1983, T20 Gallery, Murcia, Spanien
- 2006 Blemish, Luis Adelantado Miami Gallery. Miami, FL USA
- 2000 Waarschijnlijk, Exhibition, The Gallery Amsterdam, Niederlande
- 2000 Hanen En Lange Woorden, Installation, Art Industry Gallery, Amsterdam, Niederlande
- 1999 Het Projects, The Van Gallerie, Amsterdam, Niederlande

### Gruppenausstellungen (Auszug)
- 2008 Art Basel 39, Joan Prats Gallery, Spanien
- 2007 Annual International Kids Fund American Art Auction, Cisneros Fontanals Art Foundation, Miami, FL USA
- 2007 Arco’07 Contemporary Art Fair, Luis Adelantado Gallery, Madrid, Spanien
- 2006 Blemish, Luis Adelantado Gallery, Miami, FL USA
- 2006 Annual International American Art Auction, Cisneros Fontanals Art Foundation, Miami, FL USA
- 2006 Luis Adelantado Gallery In Garash Gallery, Mexiko-Stadt, Mexiko
- 2006 ArteBA Contemporary International Art Fair, Luis Adelantado Gallery, Buenos Aires, Argentinien
- 2006 Sp Art’02 Contemporary International Art Fair, Luis Adelantado Gallery, Sao Paulo, Brasilien
- 2006 Maco Contemporary Art Fair, Luis Adelantado Gallery, Mexiko-Stadt, Mexiko
- 2006 Arco’06 Contemporary Art Fair, Luis Adelantado Gallery, Madrid, Spanien
- 2006 Palm Beach’03 Contemporary Art Fair, Luis Adelantado Gallery, Palm Beach, FL USA
- 2005 Observatori 05, The Science Museum Principe Felipe, Valencia, Spanien
- 2005 Septima, International Convocatory, Luis Adelantado Gallery, Valencia, Spanien
- 2005 Amalgam, Expansionist Art Empire Gallery, Leiden, Niederlande
- 2005 Art Miami International Art Fair, Convention Center, Miami, FL USA
- 2005 Kunstroute Leiden Expansionist Art Empire Gallery, Leiden, Niederlande
- 2004 Cartografia Americana, Solar Gallery, New York, NY USA
- 2004 „Artists At Play“, Solar Gallery, New York, NY USA